# Redovisningsavdelning Marviken
Redovisningsavdelning Marviken är en roman av Lars Wilderäng, utgiven 2020 på Norstedts.

## Handling
Huvudpersonen Tor Keksvik är en framgångsrik underrättelseofficer i ett alternativhistoriskt Sverige, som bevarat stormaktstidens gränser. Tack vare en hemlig källa lyckas Tors enhet alltid undanröja terroristhot. En dag får han själv besöka källan: Redovisningsavdelning Marviken. Det är en avdelning av försvaret som inte ens Sveriges regering känner till. Redovisningsavdelning Marviken är en blandning av agentroman, actionthriller och science fiction-roman med historiska inslag, som tar läsaren från Poltavas fält, via andra världskrigets bittra strider och kalla krigets hemligheter, till ett kontrafaktiskt Sverige, där allt står på spel.

## Utgåvor
- Wilderäng, Lars (2020). Redovisningsavdelning Marviken. [Stockholm]: Norstedts. Libris r2hh42z9p13l1nz9. ISBN 9789113105499
  - Wilderäng, Lars (2021). Redovisningsavdelning Marviken (Pocketutgåva). Stockholm: Norstedts. Libris 2f7t3cpx03b892q2. ISBN 9789113105772